# (3141) Buchar
(3141) Buchar – planetoida należąca do zewnętrznej części pasa głównego asteroid okrążająca Słońce w ciągu 6 lat i 104 dni w średniej odległości 3,4 au. Została odkryta 2 września 1984 roku w Obserwatorium Kleť w pobliżu Czeskich Budziejowic przez Antonína Mrkosa. Nazwa planetoidy pochodzi od Emila Buchara (1901-1979), czeskiego astronoma i geodety. Przed nadaniem nazwy planetoida nosiła oznaczenie tymczasowe (3141) 1984 RH.